# Valentin Goppel
Valentin Goppel (* 22. Mai 2000 in Regensburg) ist ein deutscher Dokumentarfotograf.

## Leben und Werk
Valentin Goppel wurde am 22. Mai 2000 in Regensburg geboren. Sein Vater Christoph Goppel, ein Gymnasiallehrer, vermittelte ihm seine Leidenschaft für die Fotografie.
Nach dem Abitur am Von-Müller-Gymnasium im Jahr 2018 absolvierte er ein Praktikum bei Florian Hammerich, einem lokalen Fotografen, und stellte seine ersten Fotos aus. Seit 2019 studiert er Fotojournalismus und Dokumentarfotografie an der Hochschule für angewandte Wissenschaften in Hannover.
Im selben Jahr fotografierte er seine erste Fotoserie mit dem Titel Allá, en la pampa über die Perspektivlosigkeit einer Gruppe von Jugendlichen, die in der abgelegenen argentinischen Kleinstadt María Susana leben: „Mitten in der argentinischen Pampa, dem Inbegriff der Einsamkeit. Es gibt nichts zu tun. Nur Felder, Kühe und Strommasten“. Diese Arbeit wurde 2020 mit dem Vonovia Award für Fotografie ausgezeichnet und ermöglichte ihm seine ersten journalistischen Veröffentlichungen.
2020 dokumentierte er die Auswirkungen der Isolation auf die deutsche Jugend während der COVID-19-Pandemie und wollte damit „die Auswirkungen der Pandemie auf seine eigene Generation erforschen – die Generation der jungen Erwachsenen, die noch alles aufbauen müssen“. Die Bilder, changierend zwischen Beobachtung und Inszenierung, erzählen von Herausforderungen, Verletzungen und einer tiefen Sehnsucht nach einem Leben jenseits von Restriktionen.
Diese Fotos wurden von den Wochenzeitungen Die Zeit und Der Spiegel veröffentlicht. Unter dem Titel Zwischen den Jahren wurden sie 2022 mit dem Leica Oskar Barnack Newcomer Award ausgezeichnet und 2024 als Bildband veröffentlicht.
2023 gewann Goppel den Urban Newcomer Grant (sponsored by Google) beim internationalen Fotofestival Visa pour l’image in Perpignan. Ebenfalls 2023 wurde er auf der Liste Forbes 30 Under 30 aufgeführt.

## Ausstellungen (Auswahl)
- 2020: Allá, en la pampa, Thon-Dittmer Palais, Regensburg[1]
- 2022: Zwischen den Jahren, Neuer Kunstverein, Regensburg[14]
- 2022: A cavallo tra gli anni, Festival della Fotografia Etica, Palazzo Barni, Lodi[15]
- 2022: Between the Years, Ernst Leitz Museum, Wetzlar[7]
- 2023: Gruppenausstellung Generation*. Jugend trotz(t) Krise, Kunsthalle Bremen[16]
- 2023/24: Between the Years, Leica Gallery London[17]
- 2025: Gruppenausstellung Auf der Suche, Kunstmuseum Heidenheim[18]

## Auszeichnungen
- 2020: Vonovia Award für Fotografie, Beste Nachwunscharbeit für die Serie Allá, en la pampa[6][19]
- 2022: World Report Award, Student category, Festival della Fotografia Etica, Lodi[20][21]
- 2022: VGH Fotopreis[2][4]
- 2022: Leica Newcomer Oskar-Barnark Award für die Serie Between the Years[7][22]
- 2023: Visa pour l’image urban newcomer grant sponsored by Google[12]

## Publikationen (Auswahl)
- Valentin Goppel: Zwischen den Jahren. GOST Books, London 2023, ISBN 978-1-915423-17-7.
- Melissa Eddy (Text), Valentin Goppel (Fotos): Germany’s Energy Crisis Is a Cue to Chop Wood and Stock Up. In: nytimes.com. The New York Times, 25. Dezember 2022, abgerufen am 3. Juli 2025 (englisch).
- Thomas Rogers (Text), Valentin Goppel (Fotos): Music Too Fast for Feet. In: nytimes.com. The New York Times, 6. Oktober 2023, abgerufen am 3. Juli 2025 (englisch).